# Margit Doppler
Margit Sidonie Doppler, geborene Margit Kováts oder Margit Kovács (21. Jänner 1909 in Wien, Österreich-Ungarn – 27. November 2001 oder 6. Dezember 2001 in Wien, Österreich) war eine österreichische Illustratorin und Plakatkünstlerin.

## Leben
Doppler, obwohl in Wien geboren, war zunächst staatenlos und benötigte für ihre Reisen nach Budapest den Nansen-Pass. Ihren Vater lernte sie erst kennen, als sie 14 war. Er hieß Zoltan Kovács de Kiszalasz. Die Schreibweise „Kovács“ war eine irrtümliche Eintragung in den Papieren ihres Vaters. Davor unterschrieb sie mit „Kováts“. 1935 nahm sie mit ihrer Hochzeit die österreichische Staatsbürgerschaft an.
Margit Doppler besuchte von 1914 bis 1919 die Grundschule und anschließend bis 1923 die Bürgerschule in Wien. 1923 bis 1926 studierte sie an der Graphischen Lehr- und Versuchsanstalt in Wien. Ihre Lehrer dort waren die Professoren Erwin Puchinger (Plakatentwurf), Renner (Schwarz/Weiß), Wilhelm Wodnansky (Kopf/Landschaft), Hruby (Akt), Mader (Lithografie) und Rudolf Larisch (Kunstschrift). Von 1926 bis 1927 arbeitete sie im Atelier Georg Pollak und schuf Kinoplakate für United Artists, für die sie auch später von 1929 bis 1935 weitere Plakate entwarf. Von 1927 bis 1929 war sie im Atelier Trio tätig, dessen Teilinhaberin sie gemeinsam mit dem Zeichner Anton Ziegler und ihrem Onkel, dem Kaufmann Hugo Brod, war. Dort entstanden Kino- und Werbeplakate. Sie besuchte 1929 einem Kurs im Modellzeichnen bei Professor Wimmer und war 1929 bis 1930 im Atelier Joseph Binder beschäftigt. 1936 bis 1940 hielt sie sich in Istanbul auf und besuchte 1936 bis 1938 an der dortigen Kunsthochschule bei Professor Ismail Hakioygar Kurse in Keramik und Aktmalerei. 1940 kehrte sie nach Wien zurück, war aber bis Kriegsende kaum graphisch tätig. Ab 1947 entstanden weitere Plakate und Kinderbuchillustrationen, das Kirstein-Blockmalz-Männchen, später auch Mosaike, Blumenbilder, Landschaften und Porträts.
1935 heiratete sie den Ingenieur Franz Doppler, der 1946 ordentlicher Professor an der Technischen Universität Wien wurde. Die erste Tochter wurde 1939 geboren, die zweite Tochter Xenia Katzenstein 1943. Letztere wurde ein bekanntes Werbegesicht.
2006 wurde die Margit-Doppler-Gasse im Wiener Gemeindebezirk Donaustadt nach ihr benannt.

## Buchillustrationen
- Gusti Bretschneider (Text), Margit Doppler (Bilder): Schnappuzi der Schnupfenzwerg. Verlag Wiener Volksbuchhandlung, Wien [1947], Umschlagbild
- Gusti Bretschneider (Text), Margit Doppler (Bilder): Kingfu, der lustige Zauberer. Wiener Volksbuchhandlung, Wien [1949]
- Josef Pazelt (Text); Margit Doppler (Illustrationen): Briefe an einen Hund. Verlag Jungbrunnen, Wien 1951, Umschlagbild
- W. Ludwig (Mitarb.), Margit S. Doppler (Graphische Gestaltung): Österreichs Elektrizitätswirtschaft 1954. Piller-Dr., Wien 1955
- Margit S. Doppler (Graphische Gestaltung): Wer Gas verwendet, hat mehr Zeit für Gäste. ohne Verlag, ohne Ort [1958] (Druck: Forum-Verlag, Wien)